# رودريغو جوميز دوس سانتوس
رودريغو جوميز دوس سانتوس (بالبرتغالية: Rodrigo Gomes dos Santos) (13 أكتوبر 1993 في البرازيل - ) هو لاعب كرة قدم برازيلي في مركز الهجوم. لعب مع Campinense Clube ‏ وEsporte Clube Democrata ‏ ونادي بوا إيسبورت.

## روابط خارجية
- رودريغو جوميز دوس سانتوس على موقع قاعدة بيانات كرة القدم.إي يو (الإنجليزية)
- رودريغو جوميز دوس سانتوس على موقع Soccerway.com (الإنجليزية)